# Praça Muhammad Ali
Praça Muhammad Ali é uma praça situada no bairro da Gamboa, na Zona Central da cidade do Rio de Janeiro. Com uma área de 21 861 m², integra a Orla Conde, um passeio público que margeia a Baía de Guanabara.
Foi inaugurada em 17 de julho de 2016 junto com um trecho da Orla Conde. A praça foi feita no âmbito do Porto Maravilha, uma operação urbana que visa revitalizar a Zona Portuária do Rio de Janeiro.
O nome da praça é uma homenagem a Muhammad Ali, um dos maiores esportistas do boxe e símbolo da luta contra a desigualdade racial e pelos direitos civis. Muhammad Ali morreu em 3 de junho de 2016, cerca de um mês antes da inauguração da praça, vítima de um problema respiratório.

## Pontos de interesse
Os seguintes pontos de interesse situam-se nas redondezas da Praça Muhammad Ali:
- AquaRio
- Armazém da Utopia
- Parada Utopia AquaRio do VLT Carioca
- Fábrica de Espetáculos do Theatro Municipal do Rio de Janeiro
- Igreja de Nossa Senhora da Saúde
- Morro da Saúde
- Túnel Arquiteta Nina Rabha